# Gens Hortensia
La gens Hortensia fue un conjunto de familias de origen plebeyo que tenían en común el nomen Hortensio. Miembros de esta gens aparecen esporádicamente en la historia de la Antigua Roma desde el siglo V a. C. El más conocido de los Hortensios fue Quinto Hortensio, orador del siglo I a. C. rival y contemporáneo de Cicerón. Durante el imperio, sus descendientes cayeron en la oscuridad.